# Karanténdal
A karanténdal (vagy koronavírusdal) a 2020-ban kitört Covid19-világjárvány kapcsán keletkezett dal, amely általában videoklippel együtt terjed a világhálón, főként a YouTube-on.
A legelső ismert karanténdal a Virus From Wuhan volt, Simon and Garfunkel The Sound of Silence című dalának parafrázisa, amely 2020. január 30-án került fel a világhálóra.
Bár vannak köztük teljesen új szerzemények is, a karanténdalok jelentős részének szövegét korábbi, ismert dalok dallamára írták. Elsősorban popzenei átdolgozásokról van szó, de akad népdal/műdal alapú paródia is. A járvánnyal kapcsolatban aktualizáló új szövegek egyes szavakat, kifejezéseket átvesznek az eredeti dalokból, míg dallamuk, hangszerelésük általában megőrzi az eredetit. Közös vonásuk a paródia; egyben biztatás és a felelősségteljes magatartásra való felhívás.

## Ismertebb karanténdalok
Néhány karanténdal címe, eredetije és a YouTube-on való megjelenés napja:

### Magyarul
- Kovács András Péter – Maradok. Itthon.[1] 2020. március 16.
- FankaDeli – Csak együtt megy![2] 2020. március 21.
- Rúzsa Magdi – Most élsz (Maradj otthon! fesztivál)[3] 2020. március 21.
- Nagy Szilárd feat. Ragány Misa (Varga Miklós: Európa)[4] 2020. március 22.
- Csík zenekar – Csillag vagy fecske karanténban,[5] 2020. március 23.
- Ember Márk- Van miért! (MARADJ OTTHON)[6] 2020. március 23.
- Neoton Família Sztárjai – Holnap Hajnalig (Maradj Otthon! Fesztivál)[7] 2020. március 24.
- Deniz – Itthon maradok (közösségi klip)[8] 2020. március 27.
- Neoton Família Sztárjai – Egy Kis Nyugalmat (Maradj Otthon! Fesztivál)[9] 2020. március 28.
- Neked írom a dalt, 2020. március. 28.
- KFT – Afrika (antivírus videó), 2020. március 28.
- Nagy Feró – Szóljon a rock, de maradj otthon, 2020. március 30.
- Republic – Otthon maradók köztársasága, 2020. április 3.
- Gálvölgyi János és Barátai: Honky Tonk Newgger. Karanténfolk; 2020. ápr. 15.[10]
- Széplábi Péterffy Borbála: Négy stílusgyakorlat énekhangra és koronavírusra – #2, jazz-blues vonal; 2020. máj. 21.[11]

#### Stílusparódia
- Széplábi (Péterffy) Borbála: Három stílusgyakorlat énekhangra és koronavírusra – #1, a népiesch vonal, 2020. május 7.[12]
- Széplábi (Péterffy) Borbála:Négy stílusgyakorlat énekhangra és koronavírusra - #2, jazz-blues vonal, 2020. május 21.[11]

### Angol nyelven
- Virus From Wuhan (Simon & Garfunkel: The Sound of Silence)[13] 2020. január 30.
- Goodbye Corona!!! (My Sharona and COVID-19 Parody)[14] 2020. március 12.
- You've Got COVID-19" PARODY of "You've Got a Friend in Me". CORONAVIRUS PANDEMIC[15] 2020. március 13.
- Coronavirus Song “We Didn’t Spread The Virus” (Billy Joel)[16] 2020. március 15.
- Corona (Parody of Lola by The Kinks)[17] 2020. március 16.
- Coronavirus parody. Imagine (there’s no bog roll)[18] 2020. március 16.
- Quarantine (Jolene parody)[19] 2020.március 16.
- Coronavirus Rising (CCR Parody) | Mike The Music Snob[20] 2020. március 17.
- "Die Die Coronavirus" by Founders Sing, featuring Anthony Fauci, M.D.[21] 2020. március 17.
- Songs for Social Distancing – Parody Medley[22] 2020. március 18.
- "U CAN'T TOUCH THIS" – COVID 19 Edition – Made Entirely With Healthcare Products[23] 2020. március 18.
- Gal Gadot és számos más művész John Lennon Imagine című dalát adja elő,[24] koronavírus-dalként. 2020. március 19.
- Somewhere Over The Rainbow (Toilet Paper Parody) Coronavirus 2020[25] 2020. március 20.
- The 12 Days of Quarantine – A Coronavirus (COVID-19) song[26] 2020. március 21.
- My Corona Home – ("Kokomo" Parody Song)[27] 2020. március 21.
- "Stayin' Inside" – Coronavirus Bee Gees Parody[28] 2020. március 22.
- Friends Theme but you're all in Quarantine..[29] 2020. március 22.
- Hands.. washing hands (Neil Diamond saját Sweet Caroline c. dalának átirata)[30] 2020. március 23.
- Freddie MerCOVID – Cohemian Rhapsody (Queen Parody)[31] 2020. március 24.
- I Gotta Wash My Hands (Beatles: I Want To Hold Your Hand)[32] 2020. március 24.
- 'I Will Survive' – The Toilet Paper Pandemic | Covid 19 parody song about toilet paper....and poo[33] 2020. március 25.
- Quarantine (Mat Best and Tim Montana, country dallamra) 2020. március 26.
- I Can't Get No (Sanitiser) – A Covid-19 Parody[34] 2020. március 26.
- Corona Virus Rhapsody (Queen)[35] 2020. március 27.
- The Beatles – Yesterday (Lockdown Acapella Version)[36] 2020. március 27.
- Tom Jones Parody Corona Virus Sing Along Lyrics[37] 2020. március 28.
- Hallelujah (Coronavirus Edition)[38] 2020. március 29.
- Jolene Lockdown Parody[39] 2020. április 2.
- Family Lockdown Boogie[40] 2020. április 3.
- Crappy (Pharrell – Happy 5G Conspiracy Parody)[41] 2020. április 9.
- The Sound of Sirens (Sound of Silence Lockdown Parody)[42] 2020. április 16.
- Redbreast Wilson – Quarantine Living Room Session – 2020. április 25.

### Francia nyelven
- Gare au COVID // Gautier sans H – Parodie Brassens[43] 2020. március 16.
- On n'a rien vu venir (version covid-19) – Les Goguettes (en trio mais à quatre)[44] 2020. április 9.

### Olasz nyelven
- Elisa – Andrà tutto bene, 2020. április 10.